# Torneo masculino de natación en los Juegos Paralímpicos Río 2016
Las competiciones de natación de los Juegos Paralímpicos de Río de Janeiro 2016 se realizaron en el Estadio Olímpico Acuático, del 8 al 17 de septiembre de 2016, y contaron con 152 eventos, en los que participaron 600 atletas (340 hombres y 260 mujeres). Después del atletismo, este fue el programa más grande de los Juegos en términos de competidores y medallas entregadas.
| Natación en Río de Janeiro 2016                         | Natación en Río de Janeiro 2016 | Natación en Río de Janeiro 2016 |
| Datos generales                                         | Datos generales                 | Datos generales                 |
| ------------------------------------------------------- | ------------------------------- | ------------------------------- |
| Sede                                                    | Río de JaneiroBrasil            | Río de JaneiroBrasil            |
| Recinto                                                 | Estadio Olímpico Acuático       | Estadio Olímpico Acuático       |
| Fecha                                                   | 8 al 17 de septiembre.          | 8 al 17 de septiembre.          |
| Edición                                                 | XV                              | XV                              |
| Cronología                                              |                                 |                                 |
| \| Londres 2012 \| Río de Janeiro 2016 \| Tokio 2020 \| |                                 |                                 |
| Londres 2012                                            | Río de Janeiro 2016             | Tokio 2020                      |

## Competiciones

### Día 1 (8 sept)
100 m Backstroke - S6 - HEATS
| Nadador             | Tiempo  | Siguiente fase |
| ------------------- | ------- | -------------- |
| Matthew Haanappel   | 1:23'76 | X              |
| Thjis Van Hofweegen | 1:20'42 | Final          |
| Zheng Tao           | 1:13'59 | Final          |
| Iaroslav Semenenko  | 1:14'78 | Final          |
| Luo Fangyu          | 1:21'56 | Final          |
| Yoav Valinsky       | 1:32'37 | X              |
| Aung Myint Myat     | 1:21'00 | Final          |
| Oleksandr Komarov   | 1:20'35 | Final          |
| Jia Hongguang       | 1:12'27 | Final          |
| Talisson Glock      | 1:17'21 | Final          |
| Agus Ngaimin        | 1:27'73 | X              |
| Jawad Joudah        | 1:26'82 | X              |

4oo m Freestyle - S8 - HEATS
| Nadador          | Tiempo  | Siguiente fase |
| ---------------- | ------- | -------------- |
| Ernie Gawilan    | 4:54'24 | X              |
| Xu Haijiao       | 4:41'18 | Final          |
| Wang Yinan       | 4:41'10 | Final          |
| Josef Craig      | 4:41'93 | Final          |
| Bohdan Hrynenko  | 4:51'81 | X              |
| Evan Austin      | 4:56'85 | X              |
| Jesse Aungles    | 4:43'87 | FInal          |
| Robert Griswold  | 4:38'46 | Final          |
| Oliver Hynd      | 4:31'90 | Final          |
| Caio Oliveira    | 4:40'64 | Final          |
| Blake Cochrane   | 4:41'06 | Final          |
| Torben Schmidtke | 4:56'29 | X              |

100 m Breaststroke - SB9 - HEATS
| Nadador        | Tiempo  | Siguiente fase |                   | Nadador | Tiempo | Siguiente fase |
| -------------- | ------- | -------------- | ----------------- | ------- | ------ | -------------- |
| Gonzalo Dutra  | 1:18'10 | X              | Cody Bureau       | 1:16'79 | X      |                |
| Alec Elliot    | 1:13'36 | X              | Shahin Izadyar    | 1:09'63 | Final  |                |
| James Leroux   | 1:10'05 | Final          | Duncan Van Haaren | 1:07'33 | Final  |                |
| Denys Dubrov   | 1:07'92 | Final          | Kevin Paul        | 1:06'19 | Final  |                |
| Rick Pendleton | 1:09'38 | Final          | Lin Furong        | 1:09'34 | Final  |                |
| Isaac Bouckley | 1:12'39 | X              | Dmytro Vanzenko   | 1:08'72 | Final  |                |
| Lucas Mozela   | 1:14'54 | X              | Ruan de Souza     | 1:13'63 | X      |                |

100 m Freestyle - S4 - HEATS
| Nadador                  | Tiempo   | Siguiente fase |
| ------------------------ | -------- | -------------- |
| Arnost Petracek          | 1.37'52  | X              |
| Jin Zhipeng              | 1:26'77  | Final          |
| Gustavo Sanchez Martinez | 1:30'06  | Final          |
| Michael Schoenmaker      | 1:28'696 | Final          |
| Jan Povysil              | 1:33'23  | Final          |
| Vincenzo Boni            | 1:39'66  | X              |
| Darko Duric              | 1:28'26  | Final          |
| Jo Gi Seong              | 1:26'82  | Final          |
| David Smetanine          | 1:28'10  | Final          |
| Andrii Derenvinskyi      | 1:30'36  | Final          |

100 m Backstroke - S14 - HEATS
| Nadador          | Tiempo       | Siguiente fase |
| ---------------- | ------------ | -------------- |
| Cho Won Sang     | 1:04'93      | Final          |
| Gordie Michie    | 1:05'21      | Final          |
| Marc Evers       | 1:00'97      | Final          |
| Takuya Tsugawa   | 1:03'49      | Final          |
| Yannick Vandeput | 1:06'83      | X              |
| Elian Araya      | 1:10'16      | X              |
| Felipe Vila Real | X            | X              |
| Liam Schluter    | X            | X              |
| Aaron Moores     | X            | X              |
| Lee In Kook      | 1:00'81 (PR) | Final          |
| Tang Wai Lok     | 1:04'54      | Final          |
| Daniel Fox       | 1:03'35      | Final          |
| Joshua Alford    | 1:06'69      | Final          |

100 m Butterfly - S13 - HEATS
| Nadador                        | Tiempo  | Siguiente fase |                        | Nadador    | Tiempo | Siguiente fase |
| ------------------------------ | ------- | -------------- | ---------------------- | ---------- | ------ | -------------- |
| Antti Latikka                  | 1:03'72 | X              | Muzaffar Tursunkhujaev | 58'21      | Final  |                |
| Roman Agalakov                 | 1:02'37 | X              | Tucker Dupree          | 1:00'13    | Final  |                |
| Kirill Pankov                  | 58'24   | Final          | Anuar Akhmetov         | 1:06'43    | X      |                |
| Braedan Jason                  | 59'77   | Final          | Hang Dong Ho           | 1:03'25    | X      |                |
| Jacob Templeton                | 1:01'04 | X              | Sean Russo             | 1:02'18    | X      |                |
| Diego Fernando Cuesta Martinez | 1:06'18 | X              | Thomaz Matera          | 58'40      | Final  |                |
| Tyler Mrak                     | 1:09'28 | X              | Ihar Boki              | 54'54 (PR) | Final  |                |
| Daniel Giraldo Correa          | 1:02'50 | X              | Raman Salei            | 58'40      | Final  |                |
| Illia Yaremenko                | 1:00'35 | X              | Danylo Chufarov        | 1:00'74    | X      |                |
| Dzmitry Salei                  | 58'83   | Final          | Kamil Rztelski         | 1:02'73    | X      |                |

200 m Freestyle - S5 - HEATS
| Nadador              | Tiempo  | Siguiente fase |
| -------------------- | ------- | -------------- |
| Diego Lopez Diaz     | 2:59'82 | X              |
| James Scully         | 2:53'17 | Final          |
| Andrew Mullen        | 2:43'20 | Final          |
| Roy Perkins          | 2:39'69 | Final          |
| Junsheng Li          | 3:03'55 | X              |
| Danial Murphy        | 3:07'41 | X              |
| Jonas Larsen         | 3:00'41 | X              |
| Cameron Leslie       | 2:52'21 | Final          |
| Sebastian Rodríguez  | 2:55'36 | Final          |
| Daniel Dias          | 2:39'35 | Final          |
| Theo Curin           | 2:47'47 | Final          |
| Giovanni Sciaccaluga | 2:54'48 | Final          |
| Takayuki Suzuki      | 2:58'74 | X              |

100 m Backstroke - S7 - HEATS
| Nadador              | Tiempo  | Siguiente fase |
| -------------------- | ------- | -------------- |
| Antoni Ponce Bertran | 1:21'95 | X              |
| Dino Sinovcic        | 1:14'98 | Final          |
| Italo Pereira        | 1:12'56 | Final          |
| Marian Kvasnytsia    | 1:13'48 | Final          |
| Guillermo Marro      | 1:17'78 | Final          |
| Hannes Schuermann    | 1:22'39 | X              |
| Matias De Andrade    | 1:15'44 | Final          |
| Jonathan Fox         | 1:11'37 | Final          |
| Ievgenii Bogodaiko   | 1:12'72 | Final          |
| Nan Gao              | 1:15'70 | Final          |

100 m Backstroke - S6 - FINAL
| Nadador            | Tiempo  | Posición          |                     | Nadador      | Tiempo         | Posición |
| ------------------ | ------- | ----------------- | ------------------- | ------------ | -------------- | -------- |
| Aung Myint Myat    | 1:24'23 | 8º                | Zheng Tao           | 1:10'84 (WR) | Medalla de oro |          |
| Oleksandr Komarov  | 1.19'64 | 5º                | Talisson Glock      | 1:15'97      | 4º             |          |
| Iaroslav Semenenko | 1:15'41 | Medalla de bronce | Thijs Van Hofweegen | 1:21'80      | 7º             |          |
| Jia Hongguang      | 1:13'42 | Medalla de plata  | Luo Fangyu          | 1:20'54      | 6º             |          |

400 m Freestyle - S8 - FINAL
| Nadador       | Tiempo       | Posición          |                 | Nadador | Tiempo           | Posición |
| ------------- | ------------ | ----------------- | --------------- | ------- | ---------------- | -------- |
| Josef Craig   | 4:39'04      | 6º                | Robert Griswold | 4:36'26 | 5º               |          |
| Wang Yinan    | 4:32'78      | Medalla de bronce | Blake Cochrane  | 4:39'79 | 7º               |          |
| Caio Oliveira | 4.33'97      | 4º                | Xu Haijiao      | 4:25'65 | Medalla de plata |          |
| Oliver Hynd   | 4:21'89 (WR) | Medalla de oro    | Jesse Aungles   | 4:48'23 | 8º               |          |

- Datos: Q65165851